# Fransrosettlav
Fransrosettlav (Physcia semipinnata) är en lavart som först beskrevs av Johann Friedrich Gmelin, och fick sitt nu gällande namn av Moberg. Physcia semipinnata ingår i släktet Physcia och familjen Physciaceae.   Inga underarter finns listade i Catalogue of Life.
I den svenska databasen Dyntaxa används istället namnet Physcia leptalea för samma taxon.  Arten är reproducerande i Sverige.